# Per Eklund
Per Eklund (Koppom, 21 giugno 1946) è un ex pilota di rally svedese, vincitore in carriera di una prova del campionato del mondo rally.

## Biografia
Tra i piloti in assoluto dalla carriera più longeva, ha partecipato al campionato del mondo rally dal 1973 al 1997, disputando 83 gare ed ottenendo 270 punti, il che lo colloca al 24º posto assoluto nella classifica di ogni epoca (dati aggiornati a tutto il campionato del mondo rally 2011).

## Palmarès
1982
- 5º nel Campionato del mondo rally su Saab 99 Turbo, Toyota Celica 2000GT

1984
- 7º nel Campionato del mondo rally su Toyota Celica TCT, Audi quattro A2

### Podi nel mondiale rally
Nella tabella sono inclusi anche i risultati nel campionato internazionale costruttori, del quale vennero disputate tre edizioni dal 1970 al 1972, ed antisignano del campionato del mondo rally.
| Anno | Rally                      | Copilota        | Vettura                | Pos. |
| ---- | -------------------------- | --------------- | ---------------------- | ---- |
| 1972 | Österreichische Alpenfahrt | Bo Reinicke     | Saab 96 V4             | 3º   |
| 1973 | Rally di Svezia            | Rolf Carlsson   | Saab 96 V4             | 2º   |
| 1973 | Österreichische Alpenfahrt | Bo Reinicke     | Saab 96 V4             | 3º   |
| 1976 | Rally di Svezia            | Björn Cederberg | Saab 96 V4             | 1º   |
| 1980 | Rally di Finlandia         | Hans Sylvan     | Triumph TR 7 V8        | 3º   |
| 1981 | Rally della Costa d'Avorio | Ragnar Spjuth   | Toyota Celica 2000GT   | 2º   |
| 1982 | Rally del Portogallo       | Ragnar Spjuth   | Toyota Celica 2000GT   | 2º   |
| 1982 | Rally della Nuova Zelanda  | Ragnar Spjuth   | Toyota Celica 2000GT   | 2º   |
| 1982 | Rally della Costa d'Avorio | Ragnar Spjuth   | Toyota Celica 2000GT   | 2º   |
| 1983 | Rally della Costa d'Avorio | Ragnar Spjuth   | Toyota Celica TCT      | 3º   |
| 1984 | Rally di Svezia            | Dave Whittock   | Audi quattro A2        | 3º   |
| 1984 | Rally di Gran Bretagna     | Dave Whittock   | Toyota Celica TCT      | 3º   |
| 1988 | Safari Rally               | Dave Whittock   | Nissan 200SX           | 3º   |
| 1989 | Rally di Svezia            | Dave Whittock   | Lancia Delta Integrale | 2º   |

## Risultati nel ICM/WRC
- 1970 -  Saab - Saab 96 V4 - Ritirato nel Rally di Svezia
- 1971 -  Saab - Saab 96 V4 - Ritirato nel Rally di Svezia e 7° nel Rally di Gran Bretagna
- 1972 -  Saab - Saab 96 V4 - 8° nel Rally di Svezia, ritirato nel Rally dell'Acropoli, 3° nel Rally d'Austria e ritirato nel Rally di Gran Bretagna

| 1973 | Scuderia                                        | Vettura    |  |   |  |  |  |  |  |     |   |  |  |     |  |  |  |  | Punti | Pos. |
| ---- | ----------------------------------------------- | ---------- |  | - |  |  |  |  |  | --- | - |  |  | --- |  |  |  |  | ----- | ---- |
| 1973 | Arvika MK, Saab Scania Aktiebolag e Saab Scania | Saab 96 V4 |  | 2 |  |  |  |  |  | Rit | 3 |  |  | Rit |  |  |  |  |       |      |

| 1974 | Scuderia    | Vettura    |  |  |     |  |  |  |     |  |  |  |  |  |  |  |  |  | Punti | Pos. |
| ---- | ----------- | ---------- |  |  | --- |  |  |  | --- |  |  |  |  |  |  |  |  |  | ----- | ---- |
| 1974 | Saab Scania | Saab 96 V4 |  |  | Rit |  |  |  | Rit |  |  |  |  |  |  |  |  |  |       |      |

| 1975 | Scuderia    | Vettura    |  |   |  |  |  |  |   |  |  |     |  |  |  |  |  |  | Punti | Pos. |
| ---- | ----------- | ---------- |  | - |  |  |  |  | - |  |  | --- |  |  |  |  |  |  | ----- | ---- |
| 1975 | Saab Scania | Saab 96 V4 |  | 4 |  |  |  |  | 4 |  |  | Rit |  |  |  |  |  |  |       |      |

| 1976 | Scuderia    | Vettura                  |  |   |  |  |  |  |     |  |  |     |  |  |  |  |  |  | Punti | Pos. |
| ---- | ----------- | ------------------------ |  | - |  |  |  |  | --- |  |  | --- |  |  |  |  |  |  | ----- | ---- |
| 1976 | Saab Scania | Saab 96 V4 e Saab 99 EMS |  | 1 |  |  |  |  | Rit |  |  | Rit |  |  |  |  |  |  |       |      |

| 1977 | Scuderia    | Vettura     |  |     |  |  |  |  |     |  |  |  |   |  |  |  |  |  | Punti | Pos. |
| ---- | ----------- | ----------- |  | --- |  |  |  |  | --- |  |  |  | - |  |  |  |  |  | ----- | ---- |
| 1977 | Saab Scania | Saab 99 EMS |  | Rit |  |  |  |  | Rit |  |  |  | 9 |  |  |  |  |  |       |      |

| 1978 | Scuderia    | Vettura                                                         |  |     |  |  |  |   |  |  |  |  |     |  |  |  |  |  | Punti | Pos. |
| ---- | ----------- | --------------------------------------------------------------- |  | --- |  |  |  | - |  |  |  |  | --- |  |  |  |  |  | ----- | ---- |
| 1978 | Saab Scania | Saab 99 EMS, Porsche 911 Carrera RS e Saab 99 Turbo Combi Coupe |  | Rit |  |  |  | 4 |  |  |  |  | Rit |  |  |  |  |  |       |      |

| 1979 | Scuderia             | Vettura                                                   |    |     |  |  |  |  |   |  |     |  |    |  |  |  |  |  | Punti | Pos. |
| ---- | -------------------- | --------------------------------------------------------- | -- | --- |  |  |  |  | - |  | --- |  | -- |  |  |  |  |  | ----- | ---- |
| 1979 | British Leyland Cars | Fiat Ritmo 75, Saab 99 Turbo Combi Coupe e Triumph TR7 V8 | 89 | Rit |  |  |  |  | 8 |  | Rit |  | 13 |  |  |  |  |  | 3     | 54º  |

| 1980 | Scuderia                                                            | Vettura                                                                        |   |   |     |  |  |  |   |  |  |  |     |   |  |  |  |  | Punti | Pos. |
| ---- | ------------------------------------------------------------------- | ------------------------------------------------------------------------------ | - | - | --- |  |  |  | - |  |  |  | --- | - |  |  |  |  | ----- | ---- |
| 1980 | Pierburg, Team Datsun Sweden, British Leyland Cars e Premoto Toyota | Volkswagen Golf I GTi 1.6, Datsun 160J, Triumph TR7 V8 e Toyota Celica 2000 GT | 5 | 8 | Rit |  |  |  | 3 |  |  |  | Rit | 7 |  |  |  |  | 27    | 11º  |

| 1981 | Scuderia | Vettura                                                                                             |     |   |     |  |   |     |  |  |     |  |   |   |  |  |  |  | Punti | Pos. |
| ---- | --- | --------------------------------------------------------------------------------------------------- | --- | - | --- |  | - | --- |  |  | --- |  | - | - |  |  |  |  | ----- | ---- |
| 1981 | Pierburg, Publimo Racing / Clarion, Toyota Team Europe, Rallysport News Team, Premoto Toyota e Toyota Team Great Britain | Volkswagen Golf I GTI, Porsche 911 Carrera RS, Toyota Celica 2000 GT (RA45) e Toyota Celica 2000 GT | Rit | 9 | Rit |  | 6 | Rit |  |  | Rit |  | 2 | 6 |  |  |  |  | 29    | 10º  |

| 1982 | Scuderia | Vettura |  |   |   |  |  |  |   |  |     |     |   |   |  |  |  |  | Punti | Pos. |
| ---- | --- | --- |  | - | - |  |  |  | - |  | --- | --- | - | - |  |  |  |  | ----- | ---- |
| 1982 | Saab Sport, Toyota Team Europe, Toyota New Zealand, Rallysport News Team, Volkswagen Motorsport, Premoto Toyota e Toyota Team Great Britain | Saab 99 Turbo, Toyota Celica 2000 GT (RA45), Toyota Celica 2000 GT, Porsche 911 Carrera RS e Volkswagen Golf I GTi 16S Öettinger |  | 4 | 2 |  |  |  | 2 |  | Rit | Rit | 2 | 9 |  |  |  |  | 57    | 5º   |

| 1983 | Scuderia                                                              | Vettura                                                       |  |     |  |  |  |  |  |  |   |  |   |     |  |  |  |  | Punti | Pos. |
| ---- | --------------------------------------------------------------------- | ------------------------------------------------------------- |  | --- |  |  |  |  |  |  | - |  | - | --- |  |  |  |  | ----- | ---- |
| 1983 | Saab Sport, Sesab Service, Premoto Toyota e Toyota Team Great Britain | Saab 99 Turbo, Audi Quattro A2 e Toyota Celica Twin-Cam Turbo |  | Rit |  |  |  |  |  |  | 4 |  | 3 | Rit |  |  |  |  | 22    | 10º  |

| 1984 | Scuderia                                                   | Vettura                                        |  |   |  |     |  |  |  |  |   |  |  |   |  |  |  |  | Punti | Pos. |
| ---- | ---------------------------------------------------------- | ---------------------------------------------- |  | - |  | --- |  |  |  |  | - |  |  | - |  |  |  |  | ----- | ---- |
| 1984 | Team Clarion, Westlands Motors e Toyota Team Great Britain | Audi Quattro A2 e Toyota Celica Twin-Cam Turbo |  | 3 |  | Rit |  |  |  |  | 6 |  |  | 3 |  |  |  |  | 30    | 7º   |

| 1985 | Scuderia        | Vettura         |  |   |  |  |  |  |  |  |   |  |  |   |  |  |  |  | Punti | Pos. |
| ---- | --------------- | --------------- |  | - |  |  |  |  |  |  | - |  |  | - |  |  |  |  | ----- | ---- |
| 1985 | Clarion Svenska | Audi Quattro A2 |  | 5 |  |  |  |  |  |  | 6 |  |  | 4 |  |  |  |  | 24    | 10º  |

| 1986 | Scuderia                               | Vettura      |  |     |  |  |  |  |  |  |   |  |  |   |  |  |  |  | Punti | Pos. |
| ---- | -------------------------------------- | ------------ |  | --- |  |  |  |  |  |  | - |  |  | - |  |  |  |  | ----- | ---- |
| 1986 | Austin Rover WRT e Clarion Team Europe | MG Metro 6R4 |  | Rit |  |  |  |  |  |  | 7 |  |  | 7 |  |  |  |  | 8     | 34º  |

| 1987 | Scuderia                                                                                          | Vettura                                            |    |   |  |   |  |  |   |  |  |   |  |  |    |  |  |  | Punti | Pos. |
| ---- | ------------------------------------------------------------------------------------------------- | -------------------------------------------------- | -- | - |  | - |  |  | - |  |  | - |  |  | -- |  |  |  | ----- | ---- |
| 1987 | Subaru Deutschland, Clarion Team Europe, Fuji Heavy Industries e Nissan Motorsports International | Subaru RX Turbo, Audi Coupé Quattro e Nissan 200SX | 10 | 7 |  | 5 |  |  | 9 |  |  | 4 |  |  | SQ |  |  |  | 25    | 12º  |

| 1988 | Scuderia                                               | Vettura                                                |  |     |  |   |  |  |  |  |  |  |  |  |    |  |  |  | Punti | Pos. |
| ---- | ------------------------------------------------------ | ------------------------------------------------------ |  | --- |  | - |  |  |  |  |  |  |  |  | -- |  |  |  | ----- | ---- |
| 1988 | Clarion Team Europe e Nissan Motorsports International | Lancia Delta HF 4WD, Nissan 200SX e Nissan March Turbo |  | Rit |  | 3 |  |  |  |  |  |  |  |  | 21 |  |  |  | 12    | 20º  |

| 1989 | Scuderia                                               | Vettura                                                   |     |   |  |     |  |    |  |  |     |  |  |  |    |  |  |  | Punti | Pos. |
| ---- | ------------------------------------------------------ | --------------------------------------------------------- | --- | - |  | --- |  | -- |  |  | --- |  |  |  | -- |  |  |  | ----- | ---- |
| 1989 | Clarion Team Europe e Nissan Motorsports International | Lancia Delta Integrale, Nissan March Turbo e Nissan 200SX | Rit | 2 |  | Rit |  | 10 |  |  | Rit |  |  |  | SQ |  |  |  | 16    | 19º  |

| 1990 | Scuderia            | Vettura                    |  |  |  |  |  |  |  |     |  |  |  |    |  |  |  |  | Punti | Pos. |
| ---- | ------------------- | -------------------------- |  |  |  |  |  |  |  | --- |  |  |  | -- |  |  |  |  | ----- | ---- |
| 1990 | Clarion Team Europe | Lancia Delta Integrale 16V |  |  |  |  |  |  |  | Rit |  |  |  | 12 |  |  |  |  | 0     |      |

| 1991 | Scuderia            | Vettura                    |  |   |  |  |  |  |  |  |  |  |  |  |  |     |  |  | Punti | Pos. |
| ---- | ------------------- | -------------------------- |  | - |  |  |  |  |  |  |  |  |  |  |  | --- |  |  | ----- | ---- |
| 1991 | Clarion Team Europe | Lancia Delta Integrale 16V |  | 8 |  |  |  |  |  |  |  |  |  |  |  | Rit |  |  | 3     | 49º  |

| 1992 | Scuderia            | Vettura                                    |  |   |  |   |  |  |  |  |  |  |  |  |  |    |  |  | Punti | Pos. |
| ---- | ------------------- | ------------------------------------------ |  | - |  | - |  |  |  |  |  |  |  |  |  | -- |  |  | ----- | ---- |
| 1992 | Clarion Team Europe | Subaru Legacy RS e Subaru Legacy 4WD Turbo |  | 6 |  | 9 |  |  |  |  |  |  |  |  |  | 12 |  |  | 8     | 32º  |

| 1993 | Scuderia           | Vettura          |  |   |  |  |  |  |  |  |  |  |  |  |  |  |  |  | Punti | Pos. |
| ---- | ------------------ | ---------------- |  | - |  |  |  |  |  |  |  |  |  |  |  |  |  |  | ----- | ---- |
| 1993 | Eklund Team Europe | Subaru Legacy RS |  | 6 |  |  |  |  |  |  |  |  |  |  |  |  |  |  | 0     |      |

| 1996 | Scuderia            | Vettura          |  |    |  |  |  |  |  |  |  |  |  |  |  |  |  |  | Punti | Pos. |
| ---- | ------------------- | ---------------- |  | -- |  |  |  |  |  |  |  |  |  |  |  |  |  |  | ----- | ---- |
| 1996 | Clarion Team Europe | Subaru Legacy RS |  | 17 |  |  |  |  |  |  |  |  |  |  |  |  |  |  | 0     |      |

| 1997 | Scuderia | Vettura        |  |  |  |  |  |  |  |  |  |  |  |  |  |     |  |  | Punti | Pos. |
| ---- | -------- | -------------- |  |  |  |  |  |  |  |  |  |  |  |  |  | --- |  |  | ----- | ---- |
| 1997 |          | Saab 900 Turbo |  |  |  |  |  |  |  |  |  |  |  |  |  | Rit |  |  | 0     |      |

| Legenda | 1º posto | 2º posto | 3º posto | A punti | Senza punti | Ritirato | Squalificato | NP=Non partito C=Gara cancellata | Apice=Power stage |